# La Vieille Mine
 (septembre 2013).
La Vieille Mine (en anglais Old Mines) est une communauté non constituée dans le sud-est du Missouri qui a été peuplée par des colons français au début du XVIIIe siècle, lorsque la région faisait partie du pays des Illinois de la Nouvelle-France.

## Présentation
Les premiers colons sont venus pour extraire le plomb de la mine. Leurs descendants habitent encore la région où, grâce à une combinaison de facteurs géographiques et culturels, ils ont maintenu une culture francophone distincte jusqu’au XXe siècle.
Vers la fin des années 1980, il y avait encore plus d’un millier de locuteurs natifs du français missourien capables de comprendre et de s’exprimer dans le dialecte de la région.
Cette population culturellement distincte a parfois été qualifiée de “créole français”, souvent par ses locuteurs eux-mêmes. Elle vit dans une zone amorphe dans les comtés de Washington, Jefferson et de Saint-François à près de 24 km de Potosi et de De Soto.